# 기흥역 센트럴 푸르지오
기흥역 센트럴 푸르지오는 대한민국 경기도 용인시 기흥구 기흥역로58번길 10에 위치한 주상복합 아파트 단지이다.